# Estadi Libertadores de América
L'Estadi Libertadores de América, fins a l'any 2005 conegut com "La Doble Visera", és l'estadi del Club Atlético Independiente, situat a Avellaneda, al Gran Buenos Aires, a l'Argentina. Va ser inaugurat el 4 de març de 1928 sent el primer a l'Argentina i un dels primers del món a ser construït amb formigó armat. Se li sol atribuir ser el primer estadi de ciment de Llatinoamèrica i el segon del món.
Com a curiositat, té com a immediat veí a l'estadi del seu etern rival: l'Estadi Presidente Perón, del Racing Club de Avellaneda.
El 28 d'octubre de 2009 va ser reinaugurat oficialment, després de la demolició de gran part de l'antiga estructura de ciment, en el partit entre l'Independiente i el Colón de Santa Fe.

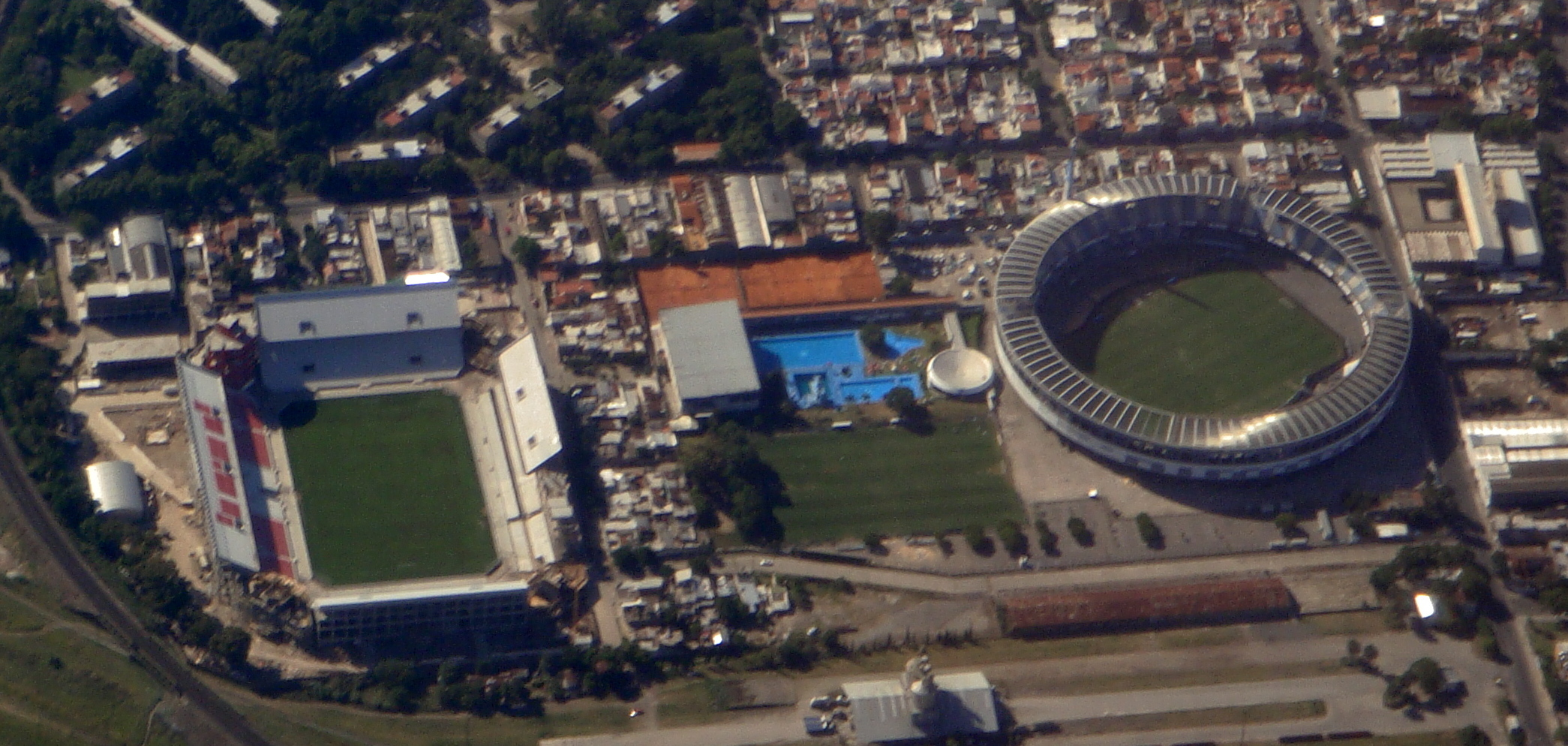
Curiosament l'Estadi Presidente Perón (l'estadi del Racing Club de Avellaneda, el seu clàssic rival) i l'estadi Libertadores de América estan a menys de 300 metres de distància.